# Locknevi socken
Locknevi socken i Småland ingick i Södra Tjusts härad, ingår sedan 1971 i Vimmerby kommun i Kalmar län och motsvarar från 2016 Locknevi distrikt.
Socknens areal är 174,04 kvadratkilometer, varav land 155,47. År 2000 fanns här 551 invånare. Orten Locknevi med sockenkyrkan Locknevi kyrka ligger i socknen. 

## Administrativ historik
Locknevi socken har medeltida ursprung.
Vid kommunreformen 1862 övergick socknens ansvar för de kyrkliga frågorna till Locknevi församling och för de borgerliga frågorna till Locknevi landskommun. Landskommunen utökades 1952 och uppgick 1971 i Vimmerby  kommun.
1 januari 2016 inrättades distriktet Locknevi, med samma omfattning som församlingen hade 1999/2000. 
Socknen har tillhört samma fögderier och domsagor som Södra Tjusts härad. De indelta soldaterna tillhörde Kalmar regemente, Sevedes kompani och Andra livgrenadjärregementet, Tjusts kompani. Den enda indelta båtsmnannen tillhörde Tjusts båtsmanskompani.

## Geografi
Locknevi socken ligger nordost om Vimmerby norr om Yxern. Socknen består av odlingsbygd i de centrala delarna vid sjön som omges av kuperad och sjörik skogsbygd. Yxern delas med Hjorteds socken i Västerviks kommun och Frödinge socken i Vimmerby kommun. Andra betydande insjöar är Solaren som delas med Djursdala socken i Vimmerby kommun, Anen som delas med Hycklinge socken i Kinda kommun, Spillen och Gerssjön.
Sätesgårdar var Toverums säteri, Lidhems säteri, Locknevi säteri, Björka säteri och Vanstads herrgård.

## Fornlämningar
Kända från socknen är några gravrösen från bronsåldern och två gravfält och en fornborg från järnåldern.

## Befolkningsutveckling
Befolkningen ökade från 1 595 folkbokförda 1810 till 2 554 folkbokförda 1870 varefter den minskade stadigt till 546, 1990.

## Namnet
Namnet (1371 Lödhkonuwj) kommer från kyrkbyn. Förledet är ludhkona, i sin tur eventuellt uppbyggt av dialektordet lud, 'djurhår, vårull' och kona, kvinna'. Efterleden är vi, 'helig plats, kultplats'. Hela namnet kan då översättas med växtlighetsgudinnans kultplats som också återfinns i ortnamnet Ludgo.